# Wolfram Rehfeldt
Wolfram Rehfeldt (* 1945 in Ravensburg) ist ein deutscher Kirchenmusiker.

## Leben
Nach dem Gymnasiumsbesuch mit Abiturabschluss in Saulgau studierte er in Freiburg an der Staatlichen Hochschule für Musik katholische Kirchen- und Schulmusik. Er machte dort 1968 den Abschluss mit Schulmusikexamen, später auch das kirchliche A-Examen und Privatmusiklehrerprüfung.
Seit 1972 ist er Professor für Orgelliteraturspiel, Orgelimprovisation und Orgelbaukunde an der katholischen Hochschule für Kirchenmusik in Rottenburg tätig. Außerdem war er Domorganist in Rottenburg am Neckar, zudem Orgelsachverständiger.
Im Jahr 2010 legte er seinen Posten als Domorganist ab und ging in den Ruhestand.
Wolfram Rehfeldt bearbeitete verschiedene Komposition für Orgel und komponiert selbst.

## Kompositionen
(bei carus-Verlag)
- Christ ist erstanden
- Gott liebt diese Welt
- Ich bete an die Macht der Liebe
- Ich steh vor dir mit leeren Händen
- Nun jauchzt dem Herren, alle Welt
- So nimm denn meine Hände
- Weise mir, Herr, deinen Weg

Orgelimpressionen (17 leichtere Stücke) Strube-Verlag
Kaleidoskop (Diverse Orgelstücke in zwei Heften) Strube
Drei Choralvorspiele (Strube) über
Was Gott tut, das ist wohlgetan
Wer nur den lieben Gott lässt walten
Nun danket alle Gott
Zwei Fantasien
Lieder, Klavierstücke,
Suite für Streicher Orgel und Cembalo,
Suite für 5 Trompeten und Orgel

## Schriften
- Helmut Völkl, Wolfram Rehfeldt, Gerhard Rehm: Orgeln in Württemberg. Hänssler, Neuhausen-Stuttgart 1986, ISBN 3-7751-1090-9.